# Hollow Ground
Hollow Ground ist eine englische New-Wave-of-British-Heavy-Metal-Band aus Newcastle upon Tyne, die im Jahr 1979 gegründet wurde, sich 1981 auflöste und seit 2007 wieder aktiv ist.

## Geschichte
Die Band wurde im Jahr 1979 gegründet. Im November 1980 begab sich Hollow Ground mit den Gruppen Sarancen, nicht zu verwechseln mit der gleichnamigen Band aus Matlock, und Samurai, nicht zu verwechseln mit der gleichnamigen walisischen Band, in die Guardian Studios in Durham, um Aufnahmen für zukünftige Veröffentlichungen anzufertigen. Im selben Jahr erschien die Split-Veröffentlichung Roksnax, auf der die drei Bands mit jeweils vier Liedern vertreten sind. Die Lieder von Hollow Ground trugen den Namen Fight with the Devil, Rock On, The Holy One und Flying High. Während die beiden anderen Bands sich kurz darauf auflösten, konnte Hollow Ground ihre Karriere fortsetzen, sodass weitere Tonträger veröffentlicht werden konnten. Eines der Lieder, Fight with the Devil, ist später auf Lars Ulrichs Sampler NWOBHM ’79 Revisited zu hören ist. Durch die Split-Veröffentlichung wurde Terry Gavaghan auf die Band aufmerksam und bot ihr an, eine EP zu veröffentlichen. Hierfür wurden die Lieder Rock On und Flying High, die bereits auf der Split-Veröffentlichung erschienen waren, wiederverwendet und die beiden Lieder Warlord und Don't Chase the Dragon hinzugefügt. Der Tonträger ist sowohl unter dem Namen Flying High als auch Warlord bekannt. Auch ist das Veröffentlichungsjahr nicht genau bekannt und wird mit 1980 oder 1981 angegeben. Die EP hatte eine Auflage von ca. 500 Stück und zählt zu den wertvollsten Tonträgern der New Wave of British Heavy Metal. So sind Originalkopien unter Sammlern mittlerweile sehr begehrt, sodass Preise von etwa 200 Pfund gängig sind. Die Band bestand auf der EP aus dem Sänger Glenn Coates, dem Gitarristen Martin Metcalf, dem Bassisten Brian Rickman und dem Schlagzeuger Jon Lockney. Nachdem ein Demo mit den Liedern Rock to Love, Promised Land, Easy Action und Loser veröffentlicht worden war, verließ Glen Coates die Band, um Fist beizutreten, deren Sänger Keith Setchfield die Besetzung kurz zuvor verlassen hatte. Hollow Ground entschied sich daraufhin Ende 1981 zur Auflösung. Im Jahr 2000 trat Metcalf, zur Wiedervereinigung von Fist, ebenfalls der Besetzung bei, dem Rockman kurze Zeit später folgte. Im Jahr 2007 spielte Hollow Ground auf dem Headbangers Open Air in Originalbesetzung. Seitdem wurden der Band mehrere Festivalauftritte angeboten, die, bis auf den Auftritt auf dem Brofest im Jahr 2014, alle abgesagt werden mussten, da sich Metcalf zwei Augenoperationen unterzog. 2014 erschien auch die Kompilation Warlord, die aus Demoaufnahmen besteht. Seit 2007 arbeitet die Band zudem an dem Album Now and Then. Bisher sind schon einige Lieder aufgenommen worden, jedoch ohne Gesang. Insgesamt sollen 20 Lieder neu aufgenommen werden. Als Bonus ist ein Live-Demo geplant, das für Neat Records eingespielt wurde, bevor die Gruppe einen Vertrag bei Guardian Records erreichte.

## Stil
Malc Macmillan fühlte sich in seinem Buch The N.W.O.B.H.M. Encyclopedia besonders durch den Gesang beeindruckt. In ihrem kraftvollen und melodischen Metal kombiniere die Gruppe die besten Elemente von Blitzkrieg, Def Leppard, Diamond Head und Tygers of Pan Tang. Laut Eduardo Rivadavia von Allmusic sind die vier Lieder, die auf der EP enthalten sind, Klassiker der New Wave of British Heavy Metal. Es sei roher und kraftvoller Heavy Metal zu hören, der mit dem von Blitzkrieg und Weapon UK vergleichbar sei. Der Gesang klinge angestrengt. Matthias Mader vom Rock Hard merkte an, dass Hollow Ground „nicht ganz so kompromisslos zur Sache gingen wie Jaguar, Raven oder Satan“. Martin Metcalf gab im Interview mit Mader an, dass die Band damals alle möglichen musikalischen Einflüsse verarbeitet hatte. So sei sowohl der Funk von Aerosmith als auch der Hard Rock von Montrose und die Progressivität von Rush in der Musik verarbeitet worden. Zudem gab er an, dass die Band damals eng mit Fist, Saracen, Hellanbach und Mythra befreundet war. Tony Jasper schrieb in The International Encyclopedia of Hard Rock and Heavy Metal, dass die EP wie eine Kreuzung aus Def Leppard und Led Zeppelin klingt.

## Diskografie
- 1980 oder 1981: Warlord / Flying High (EP, Guardian Records)
- 1980: Roksnax (Split mit Samurai und Saracen, Guardian Records)
- 1981: Demo '81 (Demo, Eigenveröffentlichung)
- 2007: Raw Tapes '79 (Kompilation, Eigenveröffentlichung)
- 2014: Warlord (Kompilation, High Roller Records)